# Dave Annable
David Rodman Annable (New York, 15. rujna 1979.), američki televizijski i filmski glumac. Najpoznatiji je po ulozi problematičnog brata Justina Walkera u američkoj dramskoj seriji "Braća i sestre".

## Životopis

### Karijera
David Rodman Annable rođen je 15. rujna 1979. godine u Suffern, New Yorku. Odrastao je u Waldenu, malenom predgrađu New Yorka, gdje je dane provodio igrajući bejzbol, ragbi i hokej. Pohađao je gimnaziju Valley Central i maturirao je 1997. godine.
Nakon toga, upisuje fakultet SUNY u Plattsburghu. S glumom se susreće upravo na koledžu, gdje je zajedno s grupom prijatelja osnovao studentsku televiziju. Za potrebe televizije snimao je emisije "Late Night with Dave Annable", "Cardinal Sports", "Stay Tuned", "Cardinal Hockey", "On Campus Live" i "The Roommate Game". Satove glume uzimao je u Neighborhood Playhouse u New Yorku kod Richarda Pintera.
Nakon par televizijskih filmova, 2005. godine dobiva glavnu ulogu u tinejdžerskoj seriji "Reunion" koja se zbog slabog odaziva publike na malim ekranima održala samo 13 epizoda. Osim nastupa u televizijskim serijama i filmovima, Dave se pojavljivao i u televizijskim reklamama.
2006. godine ponuđena mu je uloga veterana Justina Walkera u ABC-jevoj dramskoj seriji "Braća i sestre" u kojoj i dandanas nastupa.

### Privatni život
10. listopada 2010. oženio se za glumicu Odette Yustman.

## Filmografija

### Televizijske uloge
- "Braća i sestre" (Brothers & Sisters) kao Justin Walker (2006. – 2011.)
- "Reunion" kao Aaron Lewis (2005. – 2006.)
- "Heroji iz strasti" (Third Watch) kao Doug Maple Jr. (2002.)

### Filmske uloge
- "You may not kiss the bride" kao Bryan Lighthouse (2010.) - pretprodukcija
- "Mala crna knjižica" (Little Black Book) kao Bean (2004.)
- "Spellbound" kao Griffin (2004.)

## Vanjske poveznice
- Dave Annable fan stranica  Arhivirana inačica izvorne stranice od 8. svibnja 2009. (Wayback Machine)